# Casa de Adoración Bahaí

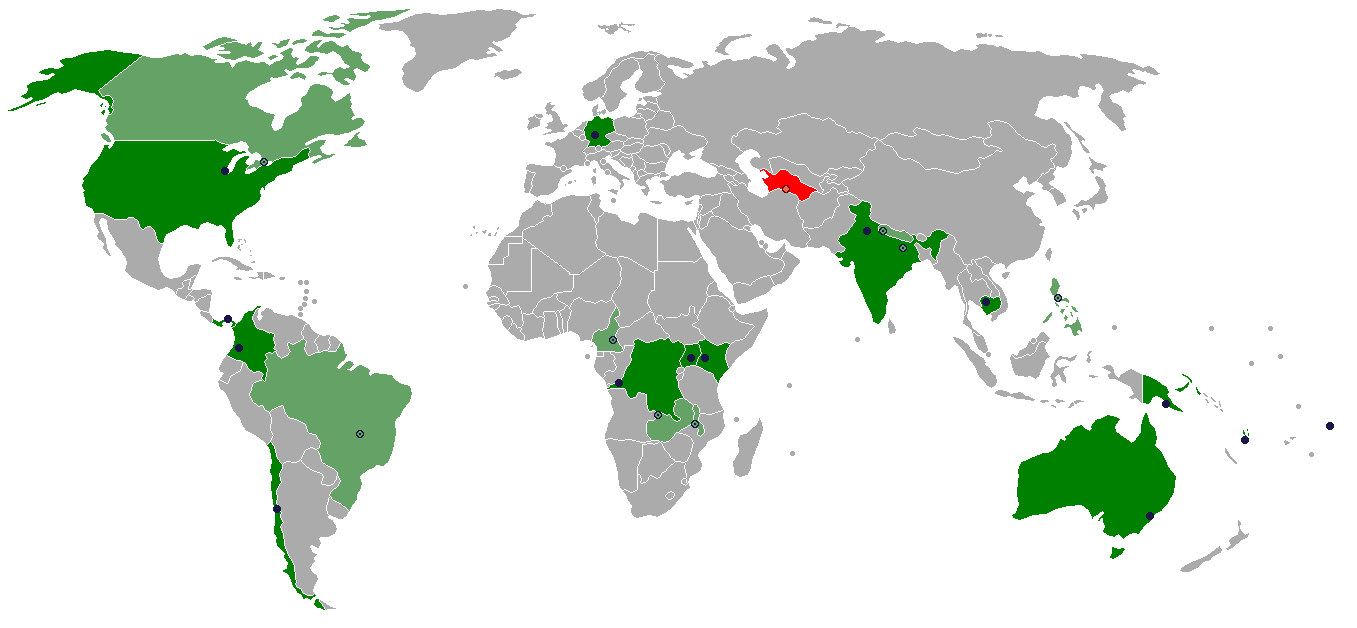
Un mapa con la localización de las Casas de Adoración continentales bahaíes en el mundo. El verde representa países que actualmente tienen una Casa de Adoración (con un punto negro marcando la ciudad). El rojo representa países en los que existió una Casa de Adoración en el pasado. Verde claro representa países en los cuales la construcción de una Casa de Adoración está prevista.

Las Casas de Adoración o Templos Bahaíes (en árabe: مشرق اﻻذكار, mašriqu-l-'aḏkār: "Punto de Amanecer del Recuerdo de Dios"), son lugares designados para la adoración a Dios por el bahaísmo. Las enseñanzas de esta religión prevén que estas Casas de Adoración sean rodeadas por una serie de dependencias dedicadas al progreso social, humanitario, educacional y científico. A día de hoy, ninguna de las Casas de Adoración ha sido desarrollada hasta tal punto.
Las Casas de Adoración bahaíes pueden ser de tres tipos en función del área geográfica a la que sirven: continentales, nacionales o locales. Hasta el momento han sido construidas nueve Casas de Adoración continentales, incluyendo una que fue demolida en Turkmenistán tras los daños que sufrió por un terremoto, mientras que la novena y última fue construida en 2016 en Santiago de Chile, el Templo Bahaí de Chile.
En el Mensaje de Ridván de 2012 (un mensaje anual que envía la Casa Universal de Justicia a todos los bahaíes del mundo), esta Institución Mundial bahaí anunció los planes para la construcción de las primeras dos Casas de Adoración Nacionales, y las primeras cinco Casas de Adoración Locales. Aunque la planificación de estas siete nuevas estructuras ha comenzado, aún no hay planes específicos sobre su construcción.

## Casas de Adoración Continentales
Existen solo 9 casas de adoración continentales:
| Localización                 | Área al que sirve  | Año de inauguración | Detalles                                                  | Fotografía |
| ---------------------------- | ------------------ | ------------------- | --------------------------------------------------------- | ---------- |
| Asjabad (Turkmenistán)       | Asia               | 1908                | Primera Casa de Adoración                                 |            |
| Willmete (Illinois, EE. UU.) | Norteamérica       | 1953                | La piedra inaugural fue colocada por `Abdu'l-Bahá en 1912 |            |
| Kampala (Uganda)             | África             | 1961                |                                                           |            |
| Sídney (Australia)           | Australia          | 1965                |                                                           |            |
| Frankfurt (Alemania)         | Europa             | 1964                |                                                           |            |
| San Miguelito (Panamá)       | Centroamérica      | 1972                |                                                           |            |
| Tiapapata (Samoa)            | Islas del Pacífico | 1984                |                                                           |            |
| Delhi (India)                | Este de Asia       | 1986                |                                                           |            |
| Santiago (Chile)             | Sudamérica         | 2016                | 9.ª y última Casa de Adoración Continental                |            |

## Casas de Adoración Nacionales y Locales
En su Mensaje a los bahaí's del mundo del 21 de abril de 2012, la Casa Universal de Justicia anunció los planes para construir por primera vez Casas de Adoración nacionales y locales. Esto se hizo como resultado del desarrollo de las comunidades en las zonas en cuestión. Está previsto que los dos templos nacionales bahaíes sean construidos en la República Democrática del Congo y en Papúa Nueva Guinea. Por otro lado, los primeros templos locales bahaíes serán construidos en Battambang (Camboya), Bihar Sharif (India), Matunda Soy (Kenia), Cauca (Colombia) (véase al respecto Casa de Adoración Norte del Cauca) y Tanna (Vanuatu).

## Otras Casas de Adoración previstas

### Teherán (Irán)
Aunque el lugar ha sido escogido y varios diseños han sido realizados hace muchos años, la persecución sistemática de la que son objeto los bahaíes en el país donde se originó su fe hacen impensable por el momento la construcción de este templo.

### Haifa (Israel)

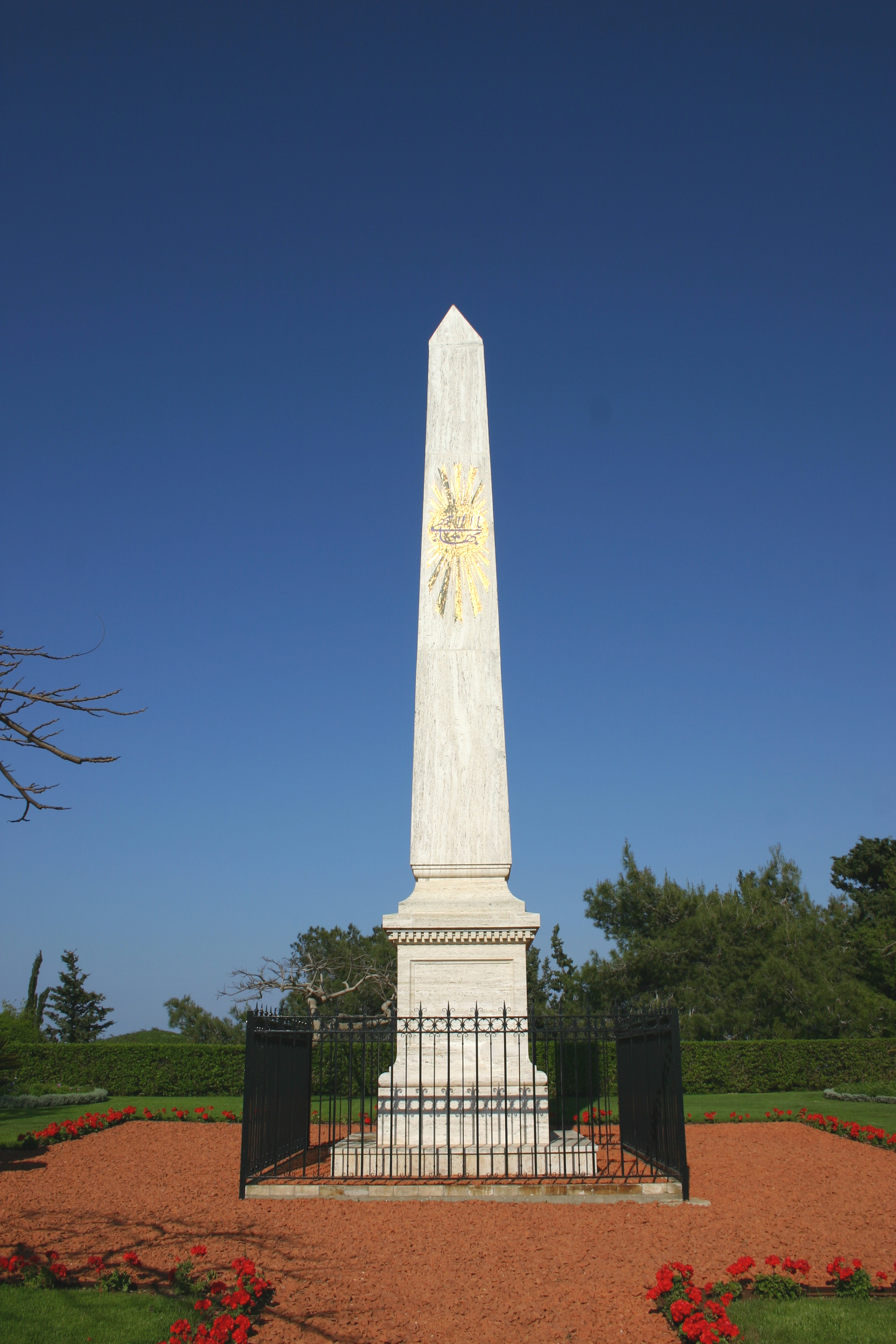
Obelisco que marca el lugar en el que se construirá la Casa de Adoración en Haifa (Israel)

Ha sido escogido un lugar cerca del Centro Mundial Bahaí en el cual se erigirá en un futuro una Casa de Adoración en la ciudad de Haifa. En este lugar, cerca de donde Bahá'u'lláh reveló la Tabla del Carmelo, la Casa Universal de Justicia erigió un obelisco.

### Eliot, Maine (Estados Unidos)
En su visita a Green Acre en 1912, `Abdu'l-Bahá dijo que la segunda Casa de Adoración de los Estados Unidos estaría localizada en ese lugar.

### Otros países
Una larga lista de Asambleas Espirituales Nacionales han escogido ciudades o comprado terrenos para la futura construcción de Casas de Adoración, siguiendo instrucciones de la Casa Universal de Justicia. Entre estas ciudades, en 1963 se encontraban las siguientes: 
- Madrid (España)
- Buenos Aires (Argentina)
- La Paz (Bolivia)
- Río de Janeiro (Brasil)
- Bogotá (Colombia)
- Quito (Ecuador)
- Asunción (Paraguay)
- Lima (Perú)
- Montevideo (Uruguay)
- Caracas (Venezuela)
- Toronto (Canadá)
- San José (Costa Rica)
- Santo Domingo (República Dominicana)
- San Salvador (El Salvador)
- Ciudad de Guatemala (Guatemala)
- Puerto Príncipe (Haití)
- Tegucigalpa (Honduras)
- Kingston (Jamaica)
- Ciudad de México (México)
- Managua (Nicaragua)
- Anchorage (Estados Unidos)
- Viena (Austria)
- París (Francia)
- Roma (Italia)
- La Haya (Países Bajos)
- Oslo (Noruega)
- Estocolmo (Suecia)
- Berna (Suiza)
- Estambul (Turquía)
- Londres (Reino Unido)
- El Cairo (Egipto)
- Bengasi (Libia)
- Meknes (Marruecos)
- Johannesburgo (Sudáfrica)
- Túnez (Túnez)
- Suva (Fiyi)
- Yakarta (Indonesia)
- Tokio (Japón)
- Rangún (Birmania)
- Auckland (Nueva Zelanda)
- Bagdad (Irak)
- Teherán (Irán)
- Haifa (Israel)
- Karachi (Pakistán)

Para 2004 el número total de ciudades escogidas se elevó a 123.